# Platinumcars arena
A Platinumcars arena (anteriormente chamado de Norrköpings Idrottspark, Nya Parken e Östgötaporten) é um estádio de futebol, localizado em Norrköping, Suécia. 
Foi construído em 1904, e renovado em 2009.
Tem capacidade para 17 234 pessoas, e recebe os jogos dos clubes IFK Norrköping, IFK Norrköping DFK, IF Sylvia e IK Sleipner. 

## Eventos
- Campeonato Europeu de Futebol Feminino de 2013